# Battaglia di Ghazni (1839)
La battaglia di Ghazni (o Ghuznee) ebbe luogo nella città di Ghazni, in Afghanistan, il 23 luglio 1839, durante la prima guerra anglo-afghana.

## Contesto
Negli anni 1830 il Regno Unito era saldamente radicato in India, ma nel 1837, a seguito dell'espansione dell'Impero russo verso i domini britannici, cominciò a temere un'invasione russa attraverso il passo Khyber e il passo Bolan. I britannici inviarono un loro rappresentante a Kabul, allo scopo di firmare un'alleanza anti-russa con l'emiro dell'Afghanistan, Dost Mohammed Khan. L'emiro era favorevole all'alleanza, ma voleva in cambio l'aiuto britannico per riconquistare Peshawar, che i sikh avevano conquistato nel 1834. Gli inglesi si rifiutarono di aiutarlo e Dost Mohammed Khan iniziò a negoziare con i russi, che a loro volta avevano inviato un loro rappresentante a Kabul. Ciò portò il governatore generale dell'India, Lord Auckland, a concludere che Dost Mohammed Khan avesse assunto un atteggiamento anti-britannico. I timori di un'invasione russa dell'India si accrebbero quando i negoziati tra afghani e russi si interruppero nel 1838 e le truppe persiane, con i loro alleati russi, attaccarono Herat, nell'Afghanistan occidentale. La Russia, desiderosa di aumentare la propria presenza in Asia meridionale e centrale, aveva infatti stretto un'alleanza con la Persia, che aveva dispute territoriali con l'Afghanistan: Herat aveva fatto parte della Persia fino al 1750, quando era stata conquistata dall'Afghanistan. Il piano di Lord Auckland era di scacciare gli assedianti e di insediare in Afghanistan un sovrano favorevole al Regno Unito. I britannici scelsero Shah Shuja Durrani, ex-sovrano afghano che aveva stretto alleanze strategiche con il Regno Unito durante le guerre napoleoniche contro Russia e Francia, ma che era stato deposto ed esiliato a Lahore.

## L'invasione dell'Afghanistan
Gli inglesi riunirono due divisioni del Bengal Army, al comando di Sir Harry Fane, e una divisione da Bombay, al comando di Sir John Keane. La divisione di Bombay, composta da circa 6000 uomini, si sarebbe mossa via mare, sbarcando presso il fiume Indo, per poi marciare verso l'Afghanistan e unirsi alle forze di Fane. Prima che l'invasione avesse inizio, giunse in India la notizia che i persiani e i russi avevano tolto l'assedio di Herat. Molti ufficiali britannici ritenevano quindi che non ci fosse più motivo di invadere l'Afghanistan, ma Lord Aukland fu irremovibile. Le dimensioni della forza d'invasione furono ridotte da tre a due divisioni, essendo escluso il rischio di affrontare le forze persiane e russe. La seconda divisione  bengalese, che originariamente avrebbe dovuto prendere parte all'invasione, fu tenuta come forza di riserva e rimase in India. La via più rapida per Kabul era quella attraverso il Punjab, passando per Peshawar e il passo Khyber, ma Ranjit Singh, il sovrano della regione del Punjab non avrebbe mai acconsentito a far attraversare i suoi territori da una forza così grande. La via d'invasione doveva quindi essere quella dei passi meridionali, attraverso Kandahar e Ghazni: un viaggio tre volte più lungo della via diretta. Dopo un'assemblea in una grande rassegna a Ferozepur, Ranjit Singh, fece uscire il Dal Khalsa (l'esercito della Confederazione sikh) per marciare a fianco delle truppe sepoy della Compagnia delle Indie Orientali e delle truppe britanniche. In seguito all'accordo tra Ranjit Singh e Lord Auckland volto a ristabilire Shah Shuja Durrani sul trono afghano, l'esercito britannico marciò verso l'Afghanistan da sud mentre l'esercito di Ranjit Singh marciò attraverso il passo Khyber, concludendo la marcia con la partecipazione alla parata della vittoria a Kabul.
Il Bengal Army, che ora contava circa 9500 uomini, avrebbe marciato nell'entroterra verso Quetta dopo essersi riunito a Ferozepur. A Quetta, si sarebbe riunito con l'esercito di Bombay, per poi invadere l'Afghanistan. Il Bengal army sarebbe stato accompagnato anche da 6000 uomini guidati da Shah Shuja Durrani, esuli afghani che credevano che egli fosse il legittimo sovrano dell'Afghanistan. Le dimensioni complessive della forza d'invasione ammontavano ora a circa 20500 uomini. Sir Harry Fane si rifiutò di partecipare all'invasione perché i russi e i persiani avevano abbandonato l'assedio di Herat facendo venir meno il pretesto per l'invasione dell'Afghanistan: il comando della forza d'invasione passò quindi a Sir John Keane.
L'esercito di Bombay sbarcò vicino al fiume Indo nel dicembre 1838 e continuò a marciare fino all'incontro con l'esercito del Bengala, a Quetta. La forza d'invasione era a corto di rifornimenti, a causa della maggior lunghezza della marcia da sud verso l'Afghanistan e anche perché molti convogli di rifornimenti britannici erano andati perduti in seguito agli attacchi subiti da parte di tribù del Belucistan.
Molti soldati stavano morendo di fame e c'era acqua sufficiente solo per gli uomini, il che causò la morte di molti cavalli. Tuttavia, Sir John Keane proseguì l'avanzata in Afghanistan attraverso i passi di Bolan e Kojuk e le sue truppe raggiunsero Kandahar il 4 maggio 1839. I capi della città fuggirono nell'Afghanistan occidentale e la città fu conquistata senza che i britannici sparassero un sol colpo. L'obiettivo successivo dell'esercito era la città-fortezza di Ghazni, che controllava le vie commerciali e le strade che conducevano a Kabul: prima di poter avanzare verso Kabul, Ghazni doveva essere presa.

## La battaglia

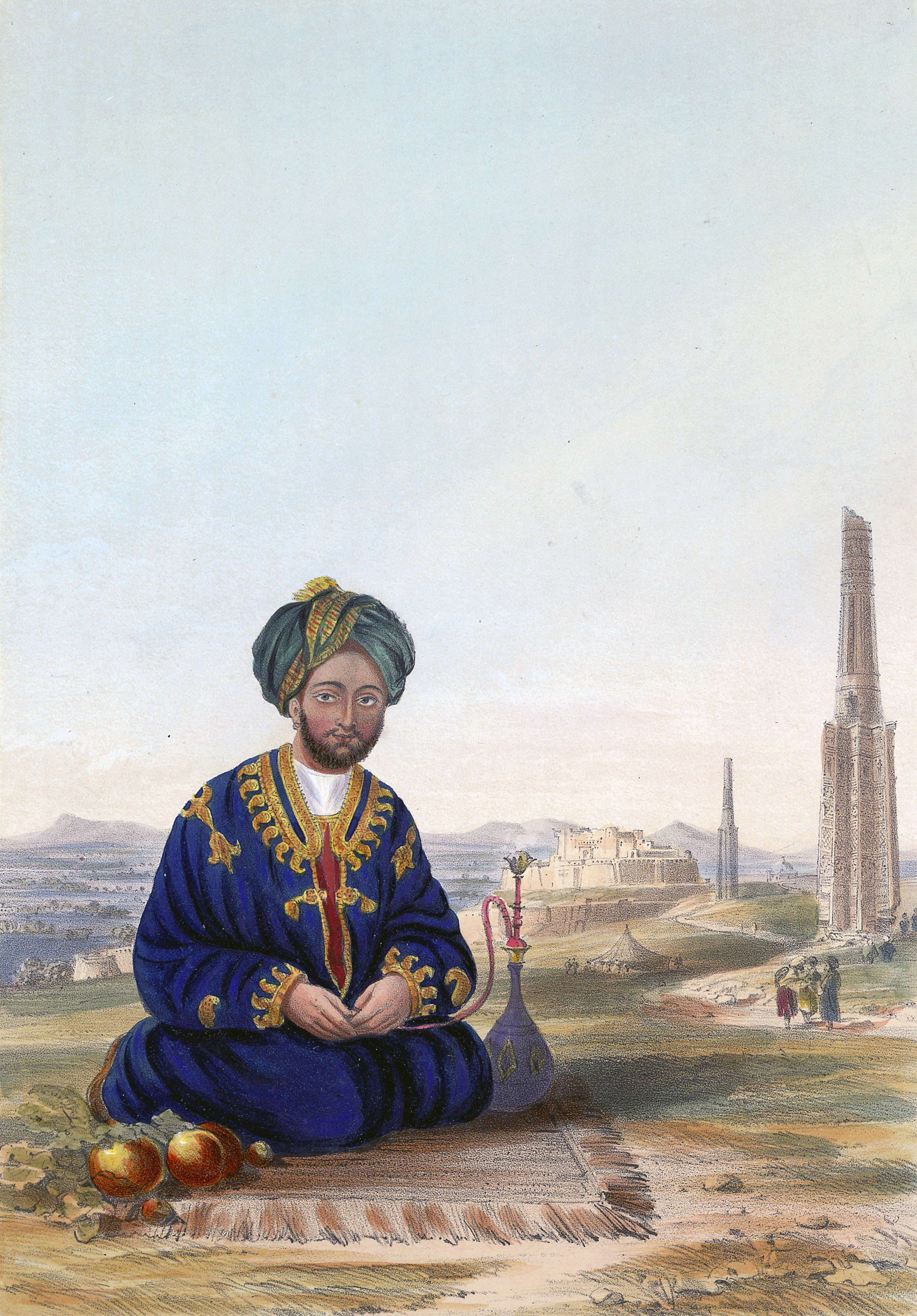
Ghulam Hyder Khan di Ghazni

La grave carenza di rifornimenti e la mancanza di cavalli da tiro avevano costretto i britannici a lasciare a Kandahar l'equipaggiamento da assedio. L'esercito arrivò a Ghazni il 21 luglio 1839 e la ricognizione iniziale mostrò che la città era pesantemente fortificata. La difesa della città era guidata da Hyder Khan, figlio di Dost Mohammad Khan. La mancanza di attrezzature d'assedio significava che l'unico modo per catturare la città era un attacco frontale, a costo di gravi perdite.
Alcuni soldati afghani catturati furono interrogati dal comandante del genio britannico, il colonnello Thompson, al quale rivelarono che tutte le porte di Ghazni erano state bloccate con rocce e detriti, tranne la porta di Kabul, rivolta a nord. Messa sotto osservazione quella porta, Thompson scoprì un corriere afgano che entrava in città, confermando quanto detto dai prigionieri. Un'ulteriore ispezione mostrò che la porta era poco sorvegliata e non adeguatamente difesa. I britannici decisero quindi di attaccare la città dalla porta di Kabul e si accamparono a nord della città.
Mentre le forze britanniche aggiravano Ghazni, le forze di Shah Shuja Durrani si accamparono a poche miglia dalla città, per evitare che le forze afghane tentassero di soccorrerla. Il 22 luglio 1839, migliaia di Ghilji attaccarono il contingente di Shah Shuja Durrani, ma furono respinti. Dopo aver allontanato le forze di soccorso afghane, i britannici erano pronti a sferrare l'attacco per conquistare la città.

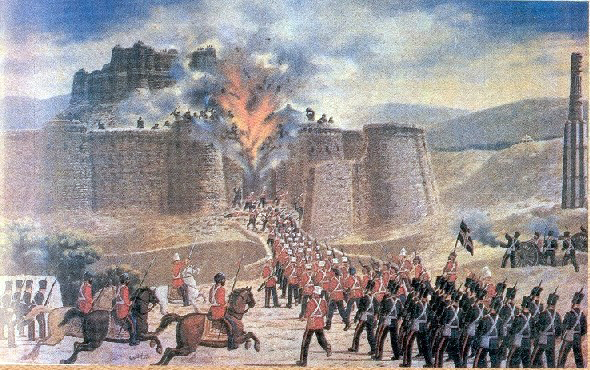
Truppe britannico-indiane attaccano il forte di Ghazni

L'artiglieria britannica fu posizionata in modo da fornire il fuoco di copertura alle truppe che avanzavano. Quattro reggimenti britannici furono riuniti in un gruppo d'assalto, comandato dal tenente colonnello Dennie, mentre i restanti tre reggimenti formarono la colonna principale d'attacco, comandata dal brigadiere Robert Henry Sale. I venti forti impedirono alla guarnigione di rendersi conto che stava per essere attaccata.
Alle 3 del mattino del 23 luglio 1839 i genieri indiani dei Bengal and Bombay Sappers and Miners si diressero verso la porta. Mentre si avvicinavano furono attaccati dagli afghani che difendevano Ghazni. L'artiglieria britannica bombardò la città, garantendo la copertura ai genieri mentre questi raggiungevano la porta. La porta fu fatta saltare con polvere da sparo, quindi fu dato il segnale di attacco e i quattro reggimenti guidati dal tenente colonnello Dennie si precipitarono attraverso la porta distrutta. Nell'oscurità seguirono aspri combattimenti corpo a corpo. I difensori afghani lanciarono un contrattacco che tagliò fuori il gruppo d'assalto dalle colonne di supporto. Le forze del brigadiere Sale si fecero strada attraverso il cancello per riunirsi agli uomini di Dennie, ormai accerchiati; Sale fu gravemente ferito. I britannici si fecero quindi strada nel centro della città, che all'alba fu conquistata. Le forze britanniche subirono 200 tra morti e feriti, mentre gli afghani ebbero quasi 500 morti, un numero imprecisato di feriti e 1600 prigionieri.

## Conseguenze
Per il suo servizio, il generale Keane fu elevato al rango di barone Keane di Ghazni. Lasciò una piccola guarnigione a Ghazni e il 30 luglio 1839 cominciò la marcia verso Kabul. Quando Dost Mohammed Khan seppe della caduta di Ghazni, chiese i termini di resa: l'offerta britannica fu l'esilio in India, per lui inaccettabile. Fuggì da Kabul verso l'Afghanistan occidentale. L'esercito afghano si arrese e i britannici insediarono Shah Shuja Durrani come nuovo sovrano dell'Afghanistan.
Il genio indiano ottenne molti riconoscimenti: il capitano A.C. Peat dei Bombay Sappers ottenne il brevet-majority e l'Ordine del Bagno. Tredici sottufficiali e genieri dei Bengal Sappers e sei dei Bombay Sappers furono insigniti dell'appena istituito Ordine al merito indiano (terza classe), diventando di fatto i primi soldati dell'esercito indiano nativo destinatari di un'onorificenza formale al valore. Tuttavia, due ufficiali, i tenenti H.M. Durand e Macleod, che avevano svolto ruoli critici nell'assalto, non ottennero riconoscimenti dal governo indiano. La Ghuznee Medal fu assegnata a tutti i gradi del British Army che parteciparono all'assalto della fortezza.
La battaglia di Ghazni è ancora oggi considerata un'importante impresa d'armi da entrambi i gruppi di genieri. I Bombay Sappers celebrano il Ghazni Day ogni anno il 25 febbraio, mentre i Bengal Sappers hanno inserito la "Torre di Ghazni" nel loro memoriale di guerra, costruito a Roorkee tra il 1911 e il 1913..

## Onorificenza di battagliaGhuznee

### Truppe native
L'onorificenza Ghuznee Medal, 1839 fu istituita dal governatore generale dell'India con la Gazette of the Governor General del 19 novembre 1839. La data 1839 è stata aggiunta con la Gazette of India n. 875 del 1907. L'onorificenza, che non è considerata tra le "Onorificenze di battaglia ripugnanti" dell'esercito indiano, fu assegnata a tutte le unità native indiane che furono impiegate nella conquista della fortezza.

### Truppe europee
L'onorificenza Ghuznee fu assegnata nel 1839 dalla Compagnia delle Indie orientali al 1º Reggimento Europeo del Bengala. Nel 1844 fu modificata in Ghuznee, 1839 per differenziarla da un'altra onorificenza concessa per un altro scontro del 1842.

### British Army
Nel 1840 l'onorerificenza Ghuznee (modificato in Ghuznee, 1839 nel 1844) fu assegnato alle unità dell'esercito britannico che avevano partecipato alla battaglia.